# Economies of Scale
Economies of Scale è un singolo del cantautore britannico Steven Wilson, pubblicato il 29 agosto 2023 come primo estratto dal settimo album in studio The Harmony Codex.

## Descrizione
Terza traccia del disco, il brano si caratterizza per sonorità prevalentemente elettroniche, in linea con quanto operato dall'artista con il precedente album The Future Bites.

## Video musicale
Il video, diffuso in concomitanza con il lancio del singolo, è stato diretto da Charlie Di Placido.

## Tracce
Testi di Steven Wilson, musiche di Steven Wilson e Adam Holzman.
Download digitale
1. Economies of Scale – 4:18

Download digitale – remix
1. Economies of Scale (Manic Street Preachers Remix) – 4:04
2. Economies of Scale – 4:18

## Formazione
Hanno partecipato alle registrazioni, secondo le note di copertina di The Harmony Codex:
Musicisti
- Steven Wilson – voce, pianoforte, chitarra acustica, basso, strumenti ad arco, campionatore vocale, programmazione
- Adam Holzman – sintetizzatore modulare

Produzione
- Steven Wilson – produzione, missaggio
- Matt Colton – mastering
- Hajo Müller – copertina